# Сингх, Балвиндер
Балвиндер Сингх Шамми (англ. Balwinder Singh Shammi; род. 24 сентября 1965, Амритсар, Восточный Пенджаб) — индийский хоккеист на траве, нападающий. Участник летних Олимпийских игр 1988 года, бронзовый призёр летних Азиатских игр 1986 года.

## Биография
Балвиндер Сингх родился 24 сентября 1965 года в индийском городе Амритсар.
Окончил среднюю школу Халса в Амритсаре.
Играл в хоккей на траве за «Индийские железные дороги».
В 1983—1990 годах выступал за сборную Индии.
В 1986 году в составе сборной Индии завоевал бронзовую медаль хоккейного турнира летних Азиатских игр в Сеуле. 
Дважды участвовал в чемпионатах мира. В 1986 году в Лондоне, где индийцы заняли последнее, 12-е место, забил 1 мяч в ворота сборной Канады. В 1990 году в Лахоре, где хоккеисты Индии расположились на 10-й позиции, забил 1 мяч в ворота сборной Нидерландов.
В 1988 году вошёл в состав сборной Индии по хоккею на траве на летних Олимпийских играх в Сеуле, занявшей 6-е место. Играл на позиции нападающего, провёл 6 матчей, забил 1 мяч в ворота сборной Аргентины.

## Семья
Младший брат — Балджит Сингх Саини (род. 1976), также выступал за сборную Индии по хоккею на траве. Участвовал в летних Олимпийских играх 1996 и 2000 годов.